# Allodromia
Allodromia is een geslacht van insecten uit de familie van de Hybotidae, die tot de orde tweevleugeligen (Diptera) behoort.

## Soorten
Deze lijst is mogelijk niet compleet.
- A. testacea (Melander, 1928)